# رويسة هدينويسية
الرويسة الهدينويسية (باللاتينية: Garhadiolus hedypnois) نوع نباتي ينتمي إلى جنس الرويسة من الفصيلة النجمية. سميت نسبة إلى نبات (باللاتينية: Hedypnois).

## الموئل والانتشار
موطنها بلاد الشام ومصر وقبرص وتركيا والقوقاز.
- (باللاتينية: Rhagadiolus hedypnois)
- (باللاتينية: Garhadiolus angulosus)
- (باللاتينية: Koelpinia rhagadioloides)
- (باللاتينية: Rhagadiolus angulosus)